# Drzewoszewo (przystanek kolejowy)
Drzewoszewo – zlikwidowany przystanek kolejowy w Drzewoszewie w województwie zachodniopomorskim, w Polsce.